# Georg Golser
Georg Golser (Werfen, ... – Bressanone, 20 giugno 1489) è stato un vescovo cattolico tedesco.

## Biografia
Canonico di Bressanone, assunse la guida della diocesi alla morte di Niccolò Cusano, benché il titolo nominale spettasse prima a Francesco Gonzaga e poi, fino al 1471, a Leo von Spaur.
Assunse ufficialmente la carica il 16 dicembre 1471, alla nomina di von Spaur a vescovo di Vienna. Nel 1485 mandò in esilio l'inquisitore Heinrich Kramer. Lasciò la carica nel 1488, ma mantenne il titolo fino alla morte, quando ufficialmente gli succedette Melchior von Meckau.

## Genealogia episcopale e successione apostolica
La genealogia episcopale è:
- Vescovo Johann Tulbeck
- Arcivescovo Bernhard von Rohr
- Vescovo Georg Golser

La successione apostolica è:
- Cardinale Melchior von Meckau (1488)